# Св. св. Борис и Глеб (Полоцк)
 Тази статия е за манастира в Полоцк.  За други значения вижте Св. св. Борис и Глеб (пояснение).  
„Св. св. Борис и Глеб“ (на беларуски: Бельчыцкі Барысаглебскі манастыр) е православен манастир от XII век в Полоцк, Беларус, който към настоящия момент е разрушен. Носи името на първите руски светци – братята Борис и Глеб, любимите синове на киевския княз Владимир I, които му ражда неговата българска съпруга.
Основан е на левия бряг на река Западна Двина извън тогавашните градски очертания на Полоцк. Разполагал е с най-малко четири църкви, в най-голямата от които по всяка вероятност са погребвани князете на Полоцк. Този храм е построен по модела на православните храмове в балканските провинции на Византия.
За първи път манастирът се споменава в Ипатиевската летопис от 1159 г. През февруари 1563 г. по време на Ливонската война в него отсяда Иван Грозни. През 1596 г. преминава към гръко-католическата църква. През 1600 г. местното православно население успява да си го върне, но само до 1618 г., когато гръко-католическата църква отново го отнема насилствено и остава негов собственик чак до 1839 г. След Първата световна война манастирът е използван като военен склад. Манастирският комплекс запада, населението от околните селища използва материалите от него за строителство на жилища, две от църквите му са в руини още през XVIII в.
Днес от манастира не е останало почти нищо. На неговото място има едноетажни дървени къщи и преминава път.